# Leptogryllus elongatus
Leptogryllus elongatus är en insektsart som beskrevs av Perkins, R.C.L. 1899. Leptogryllus elongatus ingår i släktet Leptogryllus och familjen syrsor. Inga underarter finns listade i Catalogue of Life.